# Bye run
Een bye run is een run bij een dragrace waarbij een deelnemer alleen rijdt omdat de tegenstander niet kan deelnemen, bijvoorbeeld door motorpech.
Dit is niet geheel zinloos: zonder tegenstander telt nog wel de gereden eindtijd.